# Коломнины
Коломнины — русский дворянский род. 
Опричниками Ивана Грозного (1573) числились: Семён и Шестак Коломнины.
Дворянский род происходит от Ивана Петровича и его сына Ивана Коломниных, служивших в Брянске (1630—1657) и пожалованных поместьями. 
Род Коломниных внесён в VI часть родословной книги Тамбовской губернии.

## Описание герба
Щит поделён на четыре части. В первой и четвёртой частях, в голубых полях, горизонтально серебряная стенная с чёрными швами полоса. Стена обоюдозубчатая. Во второй и третьей частях, золотых полях, по чёрному льву с красными глазами и языком, держащему в правой лапе серебряный изогнутый меч с золотой рукояткой. В малом серебряном щитке чёрная колонна, на ней золотая корона.
Щит увенчан дворянским коронованным шлемом. Нашлемник — правая рука в серебряных латах вправо держит серебряный изогнутый меч с золотой рукояткой. Намёт справа чёрный, слева голубой, подложен серебром. Щитодержатели: два золотых льва с красными глазами и языками. Девиз «ЧЕСТЬ ПРЕЖДЕ ВСЕГО» серебром по чёрному.

## Известные представители
- Иван Иванович Коломнин — московский дворянин (1677—1692)[2].
- Сергей Петрович Коломнин (1840—1886) — хирург.
- Алексей Петрович Коломнин (1849—1900) — присяжный поверенный, юрисконсульт Государственного дворянского банка, заведующий финансовой частью издательского и книжного дела А. С. Суворина.

## Имения
- Стибково (Брянская область) с конца XVII века.
- Крыжино (Брянская область) с XVII века.
- Бацкино (Брянская область) с XVIII века.
- Молотино (Брянская область) с 1610 г.
- Тешенечи (Брянская область)